# حامول حليمي
حامول حليمي (الاسم العلمي:Cuscuta papillosa) هو نوع من النباتات يتبع جنس الحامول من الفصيلة المحمودية.